# Сереброполь
Сереброполь — село в Табунском районе Алтайском крае, административный центр Серебропольского сельсовета. Основано в 1912 году.
Население — 998 (2013)

## Название
Название от ковыля, росшего в месте основания села.

## История
Основано в 1912 году переселенцами из Причерноморья. До 1917 — меннонитское село Славгородской волости Барнаульского уезда Томской губернии. Меннонитская община Хорошее, братско-меннонитская община Саратов. В 1926 году имелся сельсовет, действовало семеноводческое и племенное товарищество, существовала маслоартель, действовали пункт ликбеза, начальная школа, изба-читальня. В годы коллективизации организован колхоз «Триумф» (впоследствии совхоз «Серебропольский»).

## Физико-географическая характеристика
Село расположено на востоке Табунского района в пределах Кулундинской равнины, относящейся к Западно-Сибирской равнине, в 12 км к западу от озера Кулундинское, на высоте 121 метр над уровнем моря. Рельеф местности — равнинный, село окружено полями. Распространены каштановые и тёмно-каштановые почвы.
По автомобильным дорогам расстояние до районного центра села Табуны — 31 км, до краевого центра города Барнаула — 440 км.
Климат
Климат умеренный континентальный (согласно классификации климатов Кёппена-Гейгера — тип Dfb). Среднегодовая температура положительная и составляет +2,0° С, средняя температура самого холодного месяца января − 17,2 °C, самого жаркого месяца июля + 20,6° С. Многолетняя норма осадков — 302 мм, наибольшее количество осадков выпадает в июле — 53 мм, наименьшее в феврале и марте — по 13 мм
Часовой пояс
Сереброполь, как и весь Алтайский край, находится в часовой зоне МСК+4. Смещение применяемого времени относительно UTC составляет +7:00.

## Население
Динамика численности населения по годам:
| 1926 | 2004 | 2009 |
| ---- | ---- | ---- |
| 341  | 1076 | 1080 |

| 1926  | 1997  | 1998  | 1999  | 2000  | 2001  | 2002  |
| ----- | ----- | ----- | ----- | ----- | ----- | ----- |
| 341   | ↗1153 | ↗1179 | ↘1176 | ↘1132 | ↘1127 | ↘1092 |
| 2003  | 2004  | 2005  | 2006  | 2007  | 2008  | 2009  |
| ↗1106 | ↘1076 | ↗1082 | ↘1060 | ↗1070 | ↗1077 | ↗1080 |
| 2010  | 2011  | 2012  | 2013  |       |       |       |
| ↘982  | ↘980  | ↘962  | ↗998  |       |       |       |